# Кампу-Гранди (Мату-Гросу-ду-Сул)
Кампу-Гранди (порт. Campo Grande) — город и муниципалитет в Бразилии, столица штата Мату-Гросу-ду-Сул. Составная часть мезорегиона Северо-центральная часть штата Мату-Гроссу-ду-Сул. Входит в экономико-статистический  микрорегион Кампу-Гранди. Население составляет 724 524 человека на 2007 год. Занимает площадь 8096,051 км². Плотность населения — 89,5 чел./км².
Праздник города — 26 августа.

## История
Город основан 21 июня 1872 года. 

## Статистика
- Валовой внутренний продукт на 2005 год составляет 6 903 355 766,00 реалов (данные: Бразильский институт географии и статистики).
- Валовой внутренний продукт на душу населения на 2005 год составляет 9207,32 реалов (данные: Бразильский институт географии и статистики).
- Индекс развития человеческого потенциала на 2000 год составляет 0,814 (данные: Программа развития ООН).

## География
Климат местности: горный тропический. В соответствии с классификацией Кёппена, климат относится к категории Cwa.

## Галерея

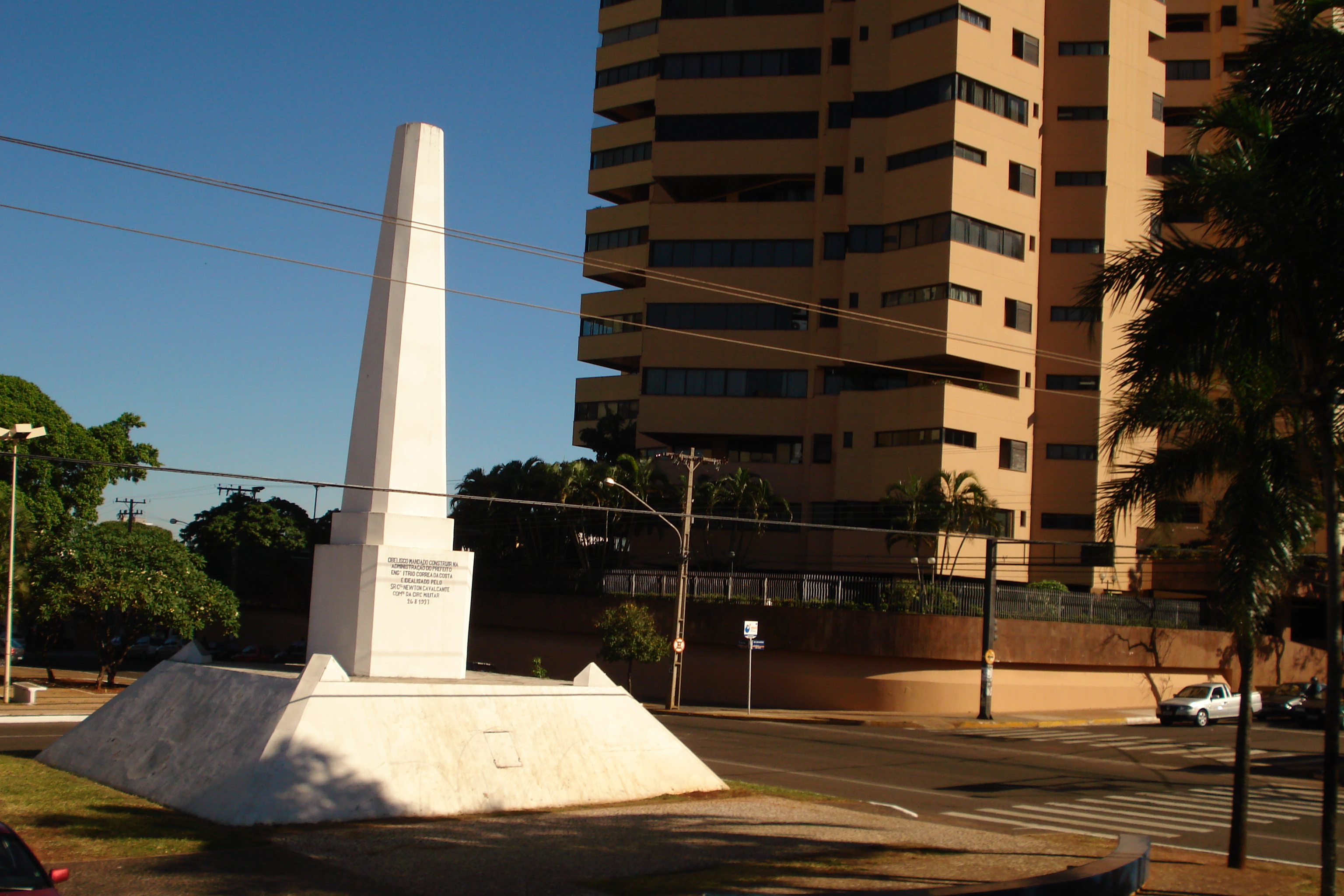
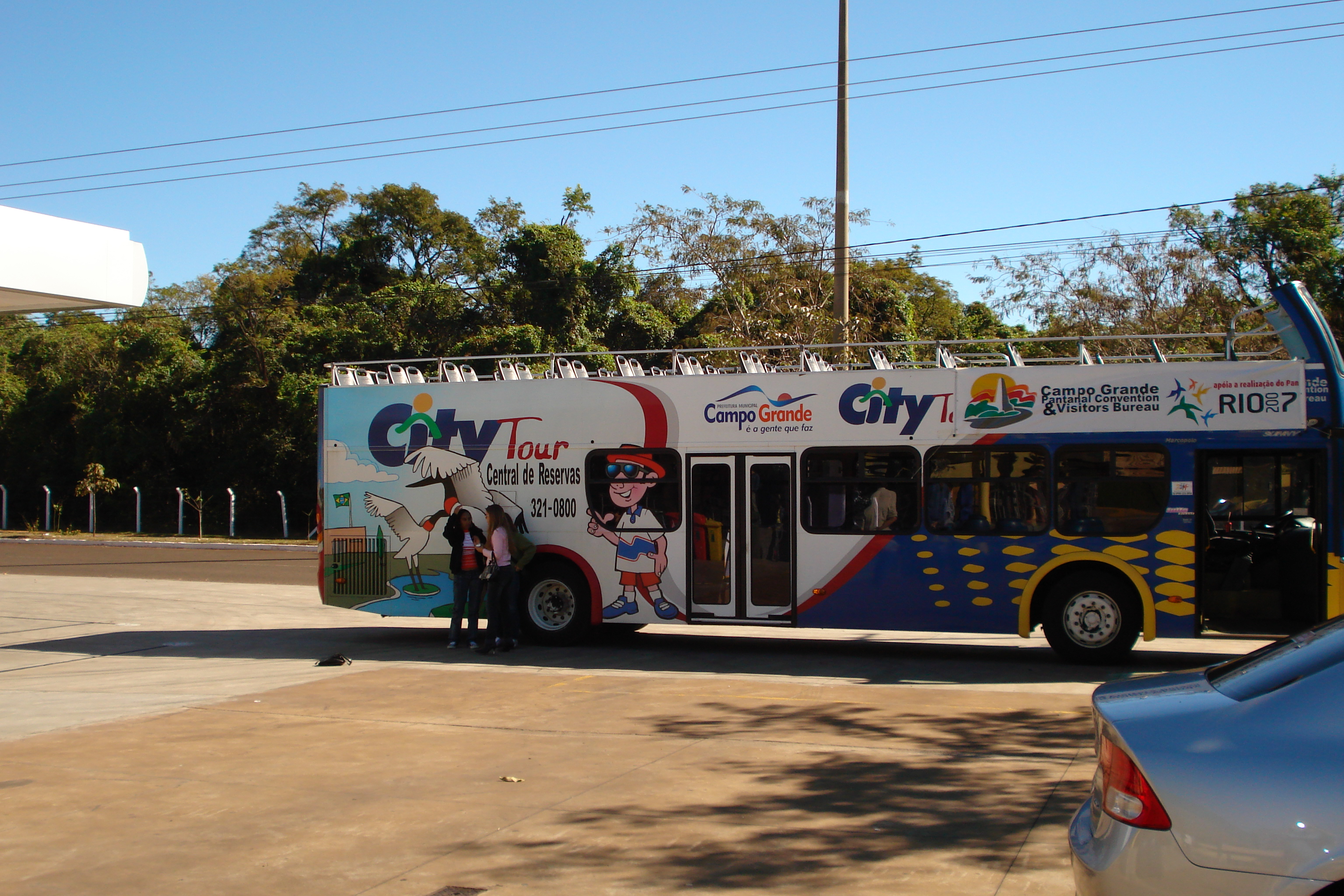
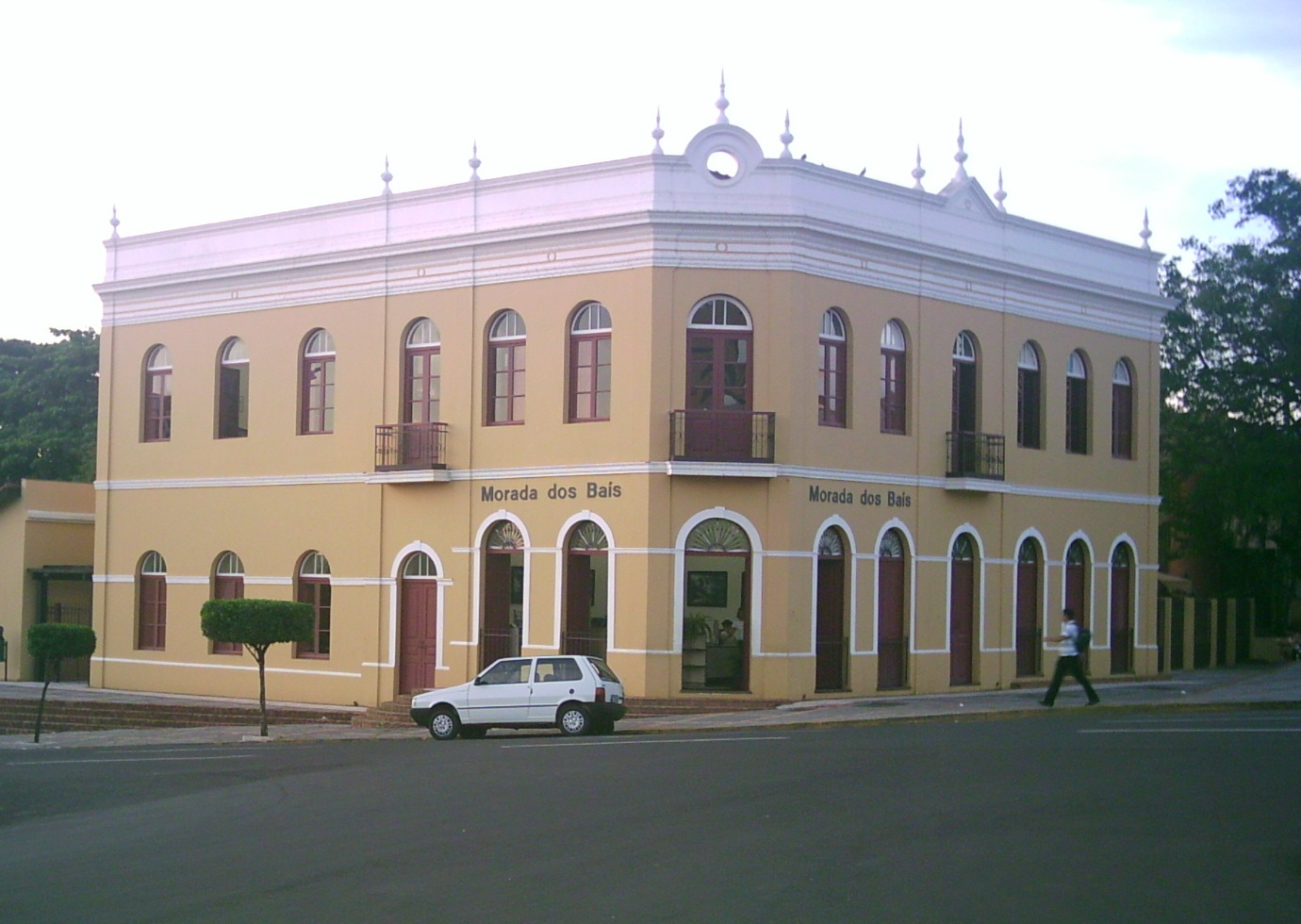
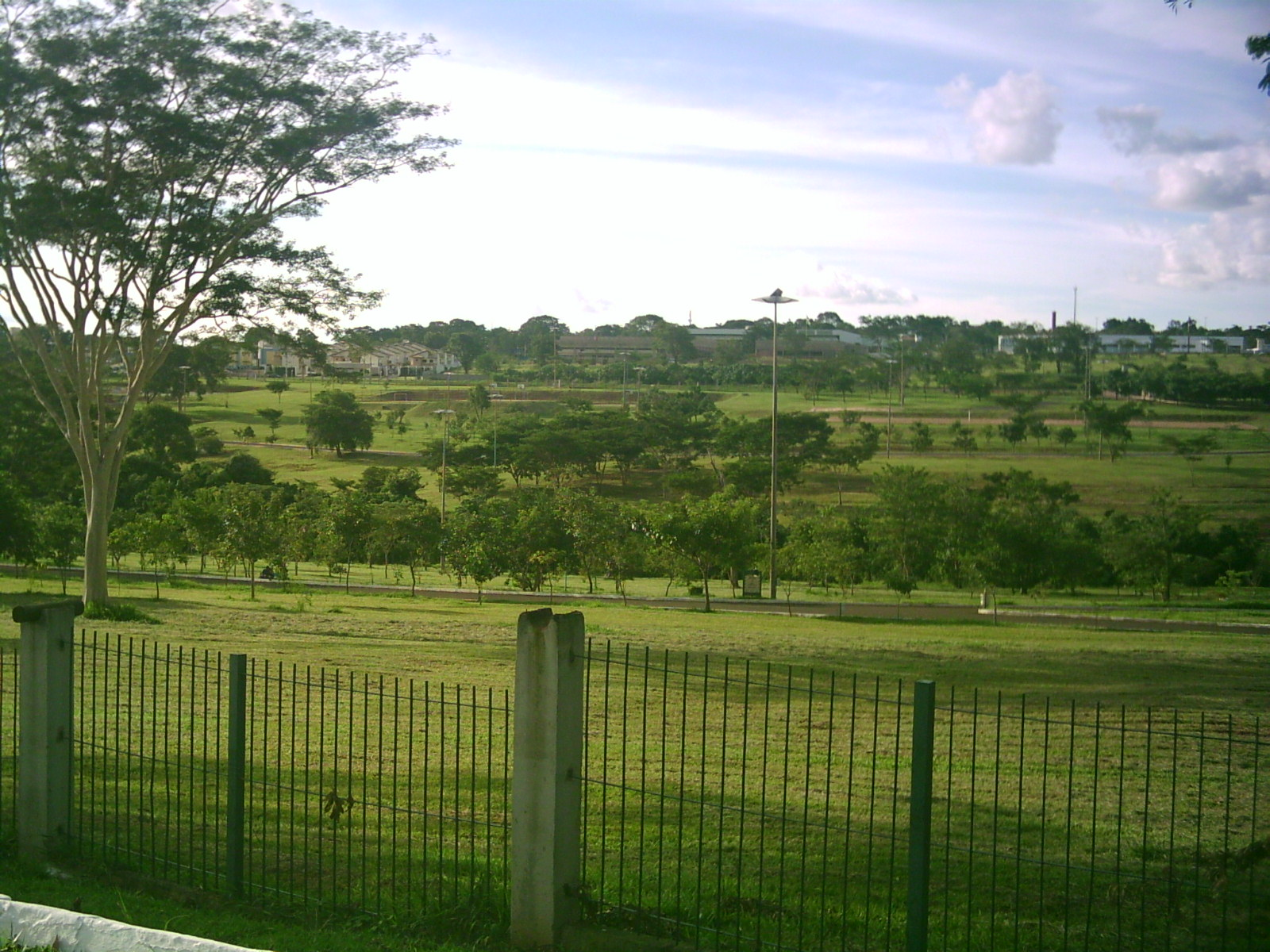
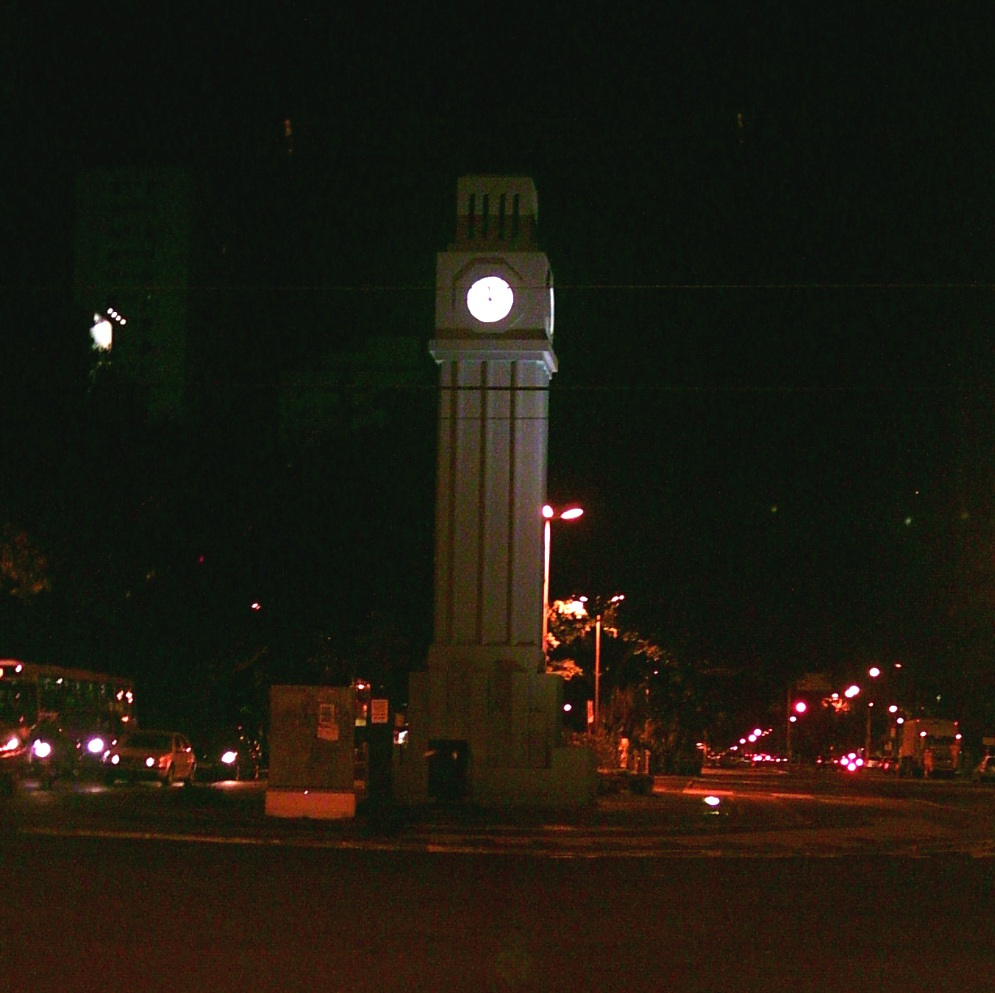
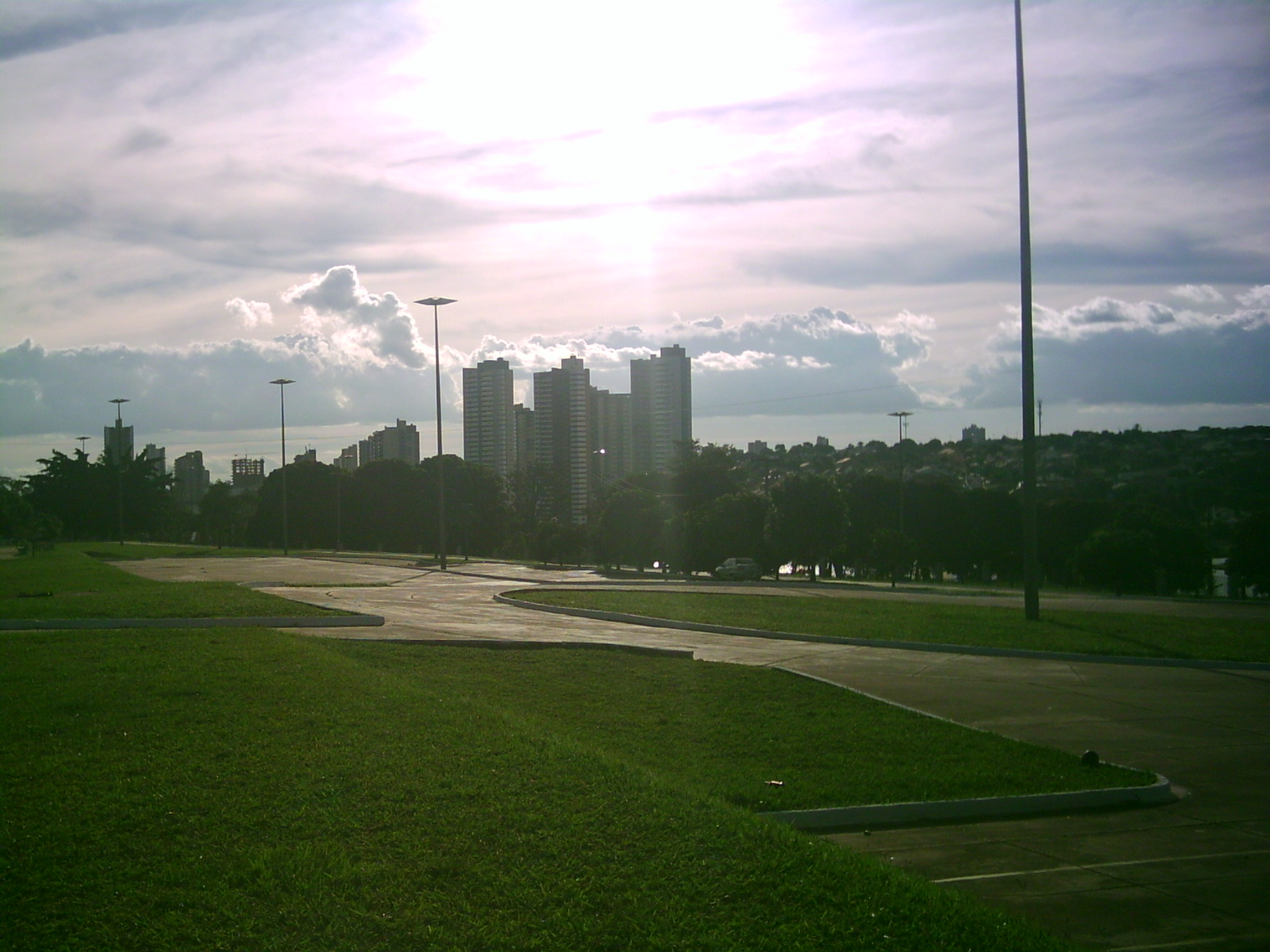
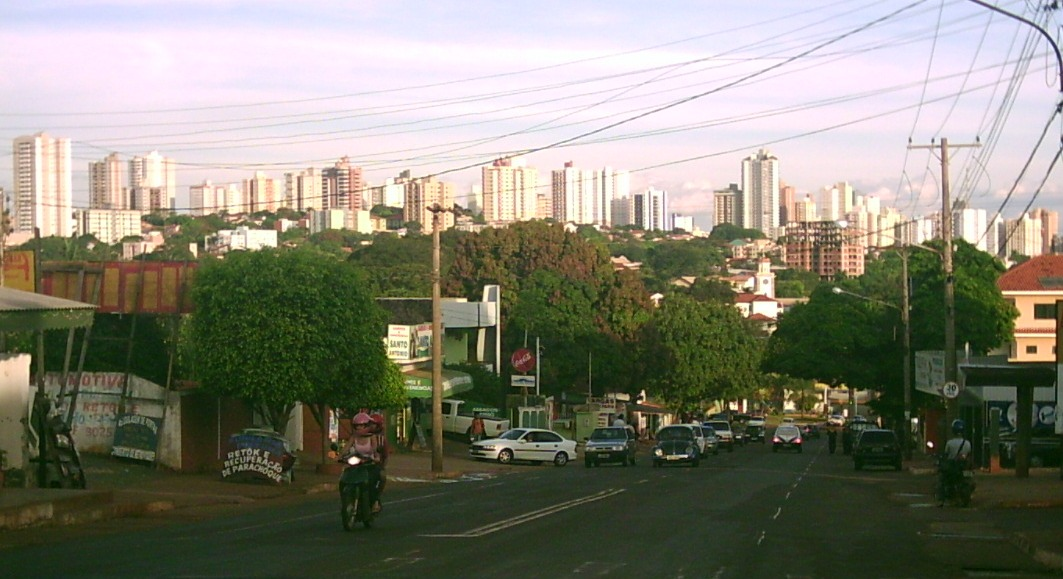
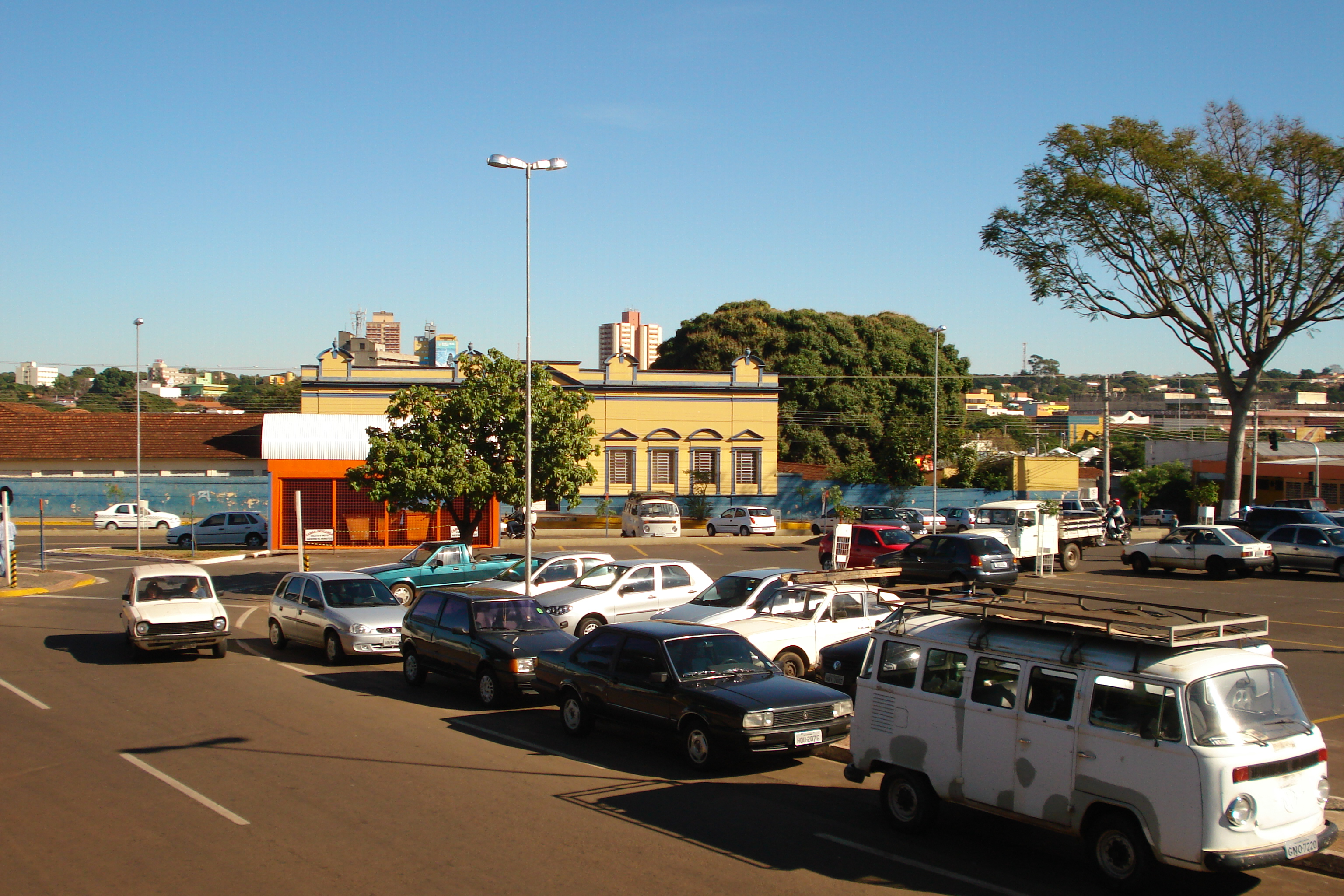
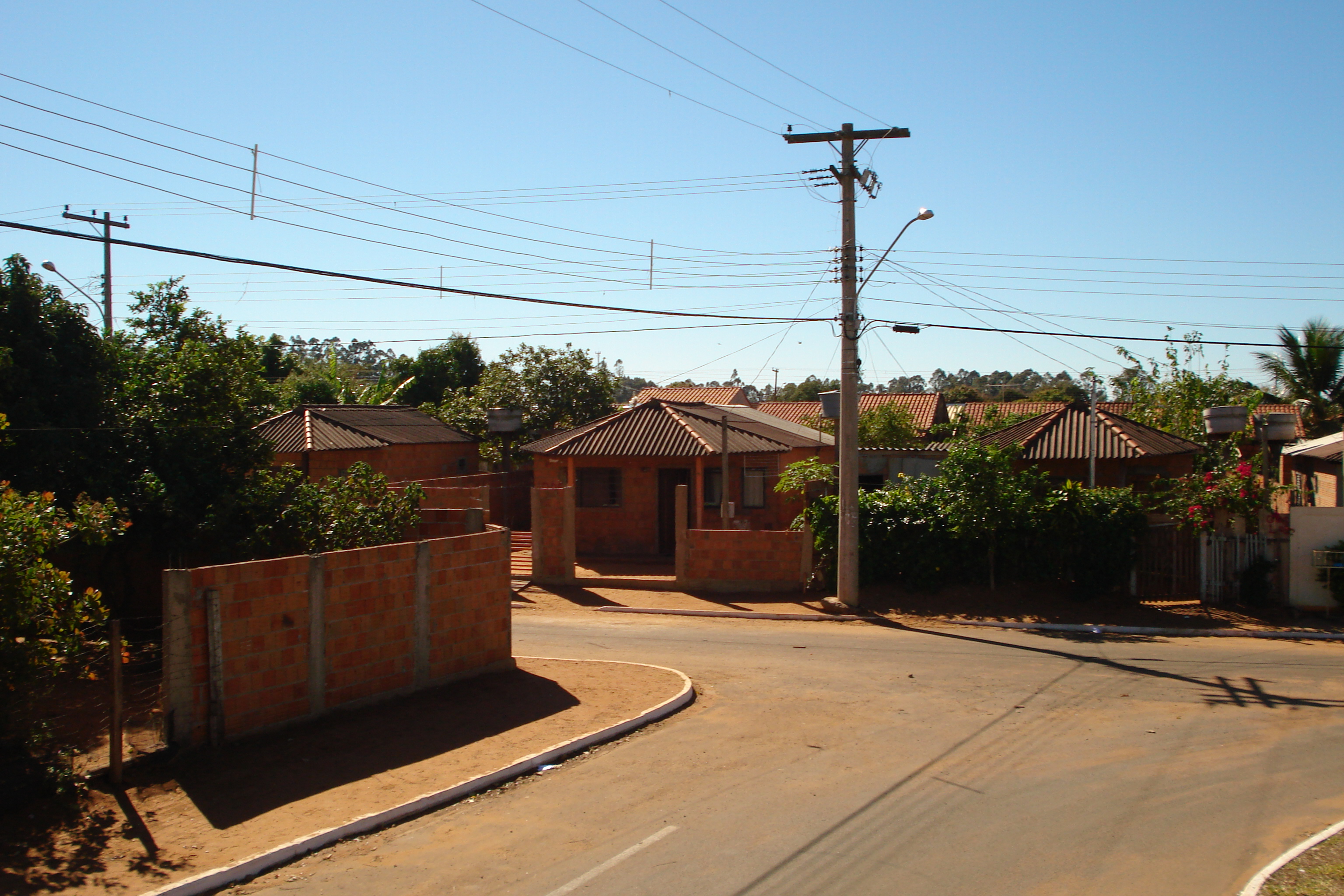